# Soul in Isolation
Soul in Isolation ist eine Band, die 1992 in Nürnberg gegründet wurde. Der Name „Soul in Isolation“ geht auf einen Track der Post-Punk-Formation The Chameleons zurück und wird von der Band als „das Bestreben der Selbstfindung“ gedeutet, die nur durch „selbstgewählte Isolation“ erreicht werden kann.

## Geschichte
Beeinflusst von der Dark-Wave-Bewegung der 1980er und inspiriert durch die Artus-Epik und Autoren wie Hermann Hesse oder Novalis, wurden Soul in Isolation im Herbst 1992 von dem Sänger Dave Scrag und dem Gitarristen und Keyboarder Robert Tale gegründet. Ihr erstes Konzert absolvierten sie zum Jahreswechsel in der Diskothek Voice in Schwabach.
1993 schloss die Band mit dem Label Gymnastic/ClassX-Records (heute Chrom Records) einen Vertrag ab und veröffentlichte ihr Debüt-Album „On Stranger Tides“, das von Jochen Höfler (Love Like Blood, Love Is Colder Than Death, Fiddler’s Green) produziert wurde. Das Album erhielt in Zeitschriften wie Zillo überwiegend positive Kritiken und wurde unter anderem mit der Musik der Deine Lakaien verglichen. Nur kurze Zeit später widmete Zillo der Band einen ganzen Artikel und bewertete sie als „ein neues, vielversprechendes Duo am Dark-Wave-Himmel“.
1994 folgte die Mini-CD „Black Days in Heaven“, nach deren Veröffentlichung Sänger Dave die Band verließ. Ihre letzten Songs erschienen auf diversen Compilations, so unter anderem „Evelyn“ oder eine Coverversion des Klassikers „Marian“ von The Sisters of Mercy.
1996 gab die Band im Rahmen einer Europa-Tournee mehrere Konzerte, unter anderem im Dynamo-Club in Zürich zusammen mit Gruppen wie Still Patient und The Tors of Dartmoor.
Seit 2005 befanden sich Soul in Isolation wieder in ihrer Urbesetzung und nahmen neue Songs auf. Aufgrund der überwiegend elektronischen Songs wurde ein Side-Projekt mit dem Bandnamen Weltfremd im August 2008 ins Leben gerufen. Das Debüt-Album Monologues wurde auf dem Label DarkmusiX-Records 2009 veröffentlicht.
Eine Rückbesinnung an die Zeiten des Anfangs brachten Soul in Isolation wieder zu ihren Wurzeln. Seit Anfang 2010 werden neue Titel in der Besetzung Gitarre, Schlagzeug, Bass, Synthesizer und Gesang in Chemnitz (EchoRausch Studio) und Nürnberg (Separate Sound Studio) aufgenommen.
2011 wurde die Band durch Wolfram Kellner (Schlagzeug), Michael Schlössinger (Bass) und Jenna Niemann (Keyboard) erweitert.
Nach einer Comeback-Tour innerhalb Deutschlands 2011 verließ Robert Tale die Band. Seit November 2011 widmet sich Robert Tale ausschließlich seiner neuen Band mit der Keyboarderin Helen Dares, dem Schlagzeuger Robert Herold (Ignis Fatuu), dem Bassisten Croma R.Mo und dem Sänger Martin Harlov (Ex-Deadone Sign/Admiriate).
Der Bandname der neuen „Soul in Isolation“ war bald gefunden: Tiefenstadt.
Noch vor dem ersten Konzert im April 2012, trennte sich die Band von ihrem Bassisten und lud Michael Schlössinger ein. Damit war die ursprüngliche Formation von den 2011er Soul in Isolation wieder zusammen.
Nach über zehn Konzerten, u. a. mit Staubkind, Scream Silence, Whispers in the Shadow, Beauty of Gemina machten sich die Kapitäne von Tiefenstadt (Robert Tale und Martin Harlov) daran, ihr Debüt aufzunehmen.
Nach dem Weggang des Sängers Martin Harlov musste noch einmal eine Umbenennung der Band aus rechtlichen Gründen durchgeführt werden. Seit 2014 firmiert die ehemalige Band Soul in Isolation unter dem Namen Sinister Dawn. Nach einigen Konzerten u. a. mit der Band She Past Away (Leipzig und Bochum) übernahm der Schlagzeuger Michael Frischbier (Maerzfeld) den Platz. Von der ursprünglichen Besetzung blieben nur noch Robert Tale und Michael Schlössinger.

## Diskografie

### Alben
- 1993: On Stranger Tides

### EPs
- 1994: Black Days in Heaven

### Kompilationen
- 1994: „Evelyn“ auf We Came To Dance – Indie Dancefloor Vol. VI (CD)
- 1995: „Marian“ auf Gothic Compilation Part IV (CD)
- 1995: „Marian“ auf Monochrome – A Tribute To The Sisters Of Mercy (CD)
- 1995: „Heaven“ auf Gymnastic Label Compilation 1991–1995 (CD, Promo)
- 2011: „do we cheat god now“ auf Zillo-Sampler (CD)
- 2013: „gorgeous“ auf Label-Sampler Echozone/BOB-Media, Gothic Visions IV (CD)